# セレノプロテイン
分子生物学におけるセレノプロテイン（英:Selenoprotein）は、アミノ酸残基であるセレノシステインを含むタンパク質のことである。機能的に特徴的なセレノプロテインは、5つのグルタチオンペルオキシダーゼ（GPX）と3つのチオレドキシンジスルフィドレダクターゼ（TrxR/TXNRD）であり、ともに1つだけのセレノシステインを含んでいる。セレノプロテインPは、血漿中で最も一般的に見られるセレノプロテインである。ヒトのセレノプロテインPは10個のセレノシステインを含んでいるのが通常の1個のみであることと異なっていて、2つのタンパク質ドメインに分けることができ、長いN-末端ドメインでは1つのセレノシステインを含んでおり、短いC-末端ドメインでは9個のセレノシステインを含んでいる。長いN-末端ドメインは酵素ドメインのようであり、短いC-末端ドメインは大変反応性の高いセレン原子をくまなく全身に安全に輸送する手段のようである
。

## 種での分布
セレノプロテインは、真核細胞、細菌、古細菌の主要な生命種に存在している。真核細胞のセレノプロテインは、動物で一般的であるように見えるが、その他の門 (分類学)では稀であるか欠損している（緑藻のクラミドモナスが存在する一例であるがその他の植物や菌類では存在していない。）。細菌、古細菌の間ではセレノプロテインはいくつかの系統のみで存在しており、その他の系統ではまったく存在していない。これらの観察は全体のゲノム分析により確認されており、これはそれぞれの生物でセレノプロテインの合成のためのセレノプロテイン遺伝子や付随遺伝子の存在または欠損を示している。

## タイプ
セレノシステインを含んだセレノプロテインに加えて、いくつかの細菌種で知られているセレノプロテインが存在し、そのセレンの結合は非共有結合である。このタンパク質のほとんどは（例えば、ユーバクテリウム属のニコチン酸デヒドロゲナーゼやキサンチンデヒドロゲナーゼの）活性位置としてモリブデンタンパク質の補酵素にセレン配位結合していると考えられている。セレンは、（2-セレノ-5-メチルアミノメチル-ウリジンのように）転移RNAの修飾塩基に明確に組み込まれている。
加えて、メチオニン残基に置き換わってセレノメチオニンが不特定に組み込まれるようにセレンがタンパク質に組み込まれることがある。セレノメチオニンが不特定に組み込まれたタンパク質は、セレノプロテインと見なされない。しかしながら、セレノメチオニンによってすべてのメチオニンが置換されたものは、X線による多くのタンパク質の結晶構造の決定の際の位相問題の解決の最新の技術（MAD-phasing=en:Multi-wavelength anomalous dispersion）として広く利用されている。セレノメチオニンによるメチオニンの置換は（少なくとも細菌の細胞では）許容されているように見えるが、システインに替わってセレノシステインの不特定の混入は大変毒性があるように見える。これは、中間体として遊離アミノ酸の発生を避け、かなり複雑なセレノシステイン生合成の経路とセレノプロテインへの特定の組み込みの存在の一つの理由でありえる。それゆえ、セレノシステインを含むセレノプロテインが食餌から摂取されセレン源として利用されたとしても、アミノ酸はセレノプロテインに組み込まれる新しいセレノシステインの合成に先立って分解されなければならない。

## 臨床的意義
セレンは、動物やヒトにおける生体の栄養素である。約25のセレノシステインを含むセレノプロテインがヒトの細胞と組織でとりあえず発見されている。セレンの欠乏は細胞のセレノプロテインの合成能を剥奪する。実際、TR1、TR3及びGPx4の3つのセレノプロテインは遺伝子操作されたノックアウトマウスによる実験では必須であるように考えられている。一方、食餌中の過剰なセレンは毒性を示し、セレン中毒を引き起こす。この元素の必須量と毒性量はかなり狭い範囲となっており、その範囲は10-100倍の範囲である。

## 例
ヒトのセレノプロテインは次のようなものがある。
- ヨードチロニン脱イオン酵素（en:Iodothyronine deiodinases）1-3: DIO1, DIO2, DIO3
- グルタチオンペルオキシダーゼ: GPX1, GPX2, GPX3, GPX4, GPX6[4]
- セレノプロテイン: SelH, SelI, SelK, SelM, SelN, SelO, SelP, SelR, SelS, SelT, SelV, SelW, Sel15[5]
- セレノホスフェートシンセターゼ 2 (SPS2)
- チオレドキシンジスルフィドレダクターゼ 1-3: TXNRD1, TXNRD2, TXNRD3

## 参考資料
- G. V. Kryukov, S. Castellano, S. V. Novoselov, A. V. Lobanov, O. Zehtab, R. Guigó, and V. N. Gladyshev (2003). “Characterization of mammalian selenoproteomes”. Science 300 (5624):  1439–1443. doi:10.1126/science.1083516. PMID 12775843.
- Gregory V. Kryukov and Vadim N. Gladyshev (2004). “The prokaryotic selenoproteome”. EMBO Rep 5 (5):  538–543. doi:10.1038/sj.embor.7400126. PMC 1299047. PMID 15105824.
- Matilde Maiorino, Valentina Boselloa, Fulvio Ursinia, Carlo Forestab, Andrea Garollab, Margherita Scapina, Helena Sztajerc, and Leopold Flohé (2003). “Genetic variations of gpx-4 and male infertility in humans”. Biol Reprod 68 (4):  1134–1141. doi:10.1095/biolreprod.102.007500. PMID 12606444.